# Симптом Маркла
Симптом Маркла (англ. Markle sign; також відомий як Делікатне трясіння, англ. jar tenderness) — один із діагностичних симптомів при гострому апендициті.

## Сутність
При позитивному симптомі біль у правому нижньому квадранті живота виникає при різкому перекаті хворого, який стоїть на носках, на п'яти. Виявляється при локальному подразненні очеревини при апендициті.

## Етимологія
Його виявив і вперше описав у 1985 році американський хірург Джордж Бушар Маркл 4-й (George Bushar Markle IV). 